# Diknu Schneeberger

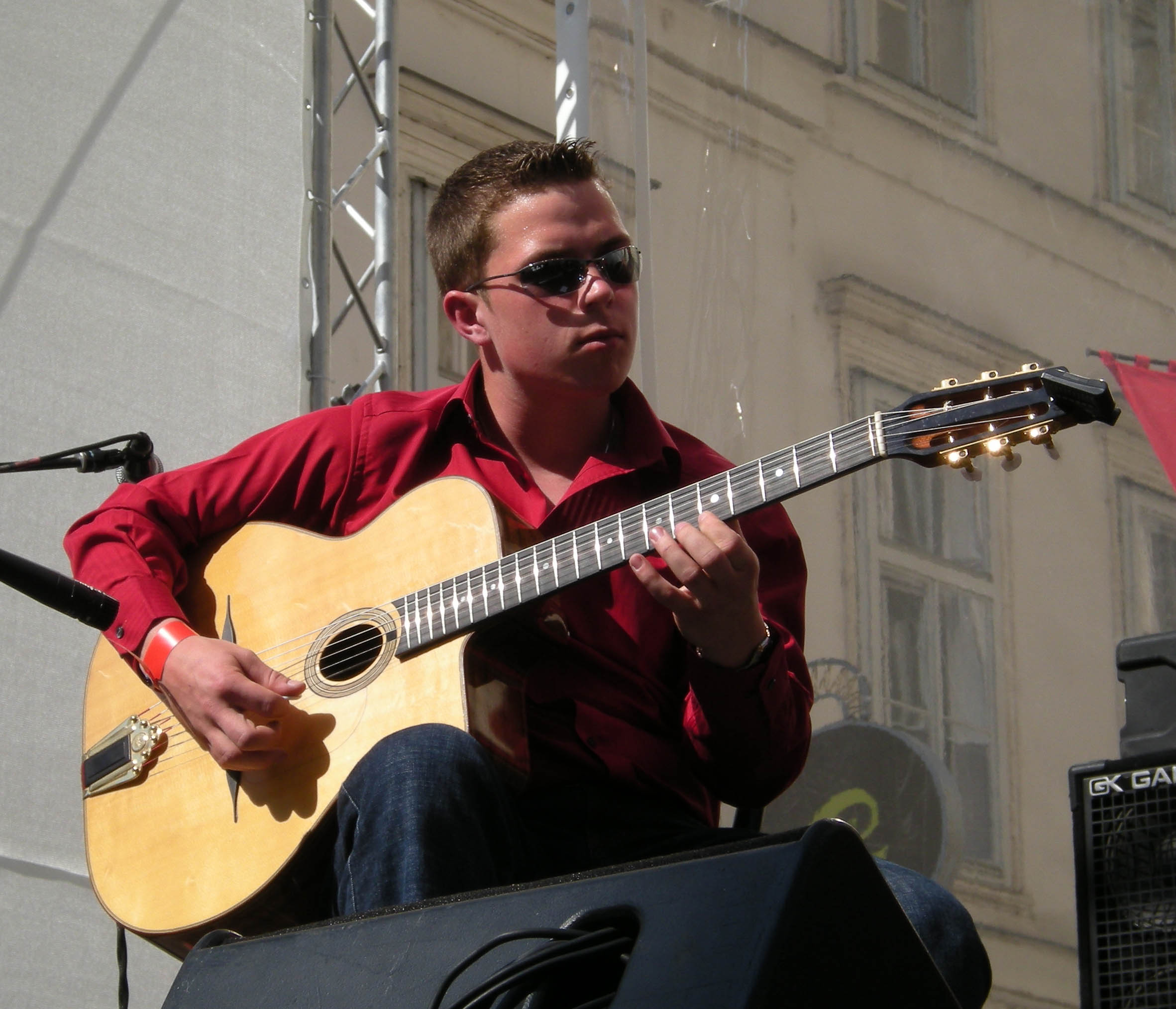
Diknu Schneeberger tijdens het Stadtfest van Wenen in 2009.

Adolf "Diknu" Schneeberger (Wenen, 17 januari 1990) is een Oostenrijkse jazz-gitarist die gipsy jazz speelt.
Schneeberger is de zoon van de jazz-bassist Joschi Schneeberger. In juni 2004 gaf hij zijn eerste openbare optreden en in oktober dat jaar maakte hij zijn eerste plaatopnames, met het kwintet van  Joschi Schneeberger. In 2006 kreeg hij de Hans-Koller-Preis in de categorie 'Talent van het jaar'. Hij studeerde aan het conservatorium van Wenen. Hij geeft een eigen trio met zijn vader en met zijn leraar Martin Spitzer. In 2007 verscheen zijn eerste album onder eigen naam.

## Discografie
- Rubina, 2007
- The Spirit of Django, 2010
- Friends, 2012